# Stranac (roman)
Stranac (fr. L’Étranger) jest djelo francuskoga književnika i filozofa Alberta Camusja. Izdan 1942. godine, jedan je od najznačajnijih romana francuske književnosti dvadesetog stoljeća i jedan od najboljih literarnih prikaza apsurda ljudske egzistencije, a to je grana filozofije kojom se Camus bavio.

## Radnja
U strogo književnoumjetničkome smislu roman Stranac najbolje je Camusjevo djelo. To je priča o činovniku Meursaultu koji dobiva obavijest da mu je umrla majka u ubožnici. Odlazi na pogreb, ali ljudi se čude njegovu hladnomu držanju: nije se rasplakao, nije želio majku čak ni vidjeti, razmišljao je jedino o tome da je majka ovdje živjela kako je mogla i sebi nema što predbacivati. Kada se vratio s pogreba, pošao je na plažu gdje je susreo djevojku Marie s kojom je radio i koju je držao simpatičnom. Stoga odlaze u kino, a na kraju dana završavaju u njegovu stanu. Nakon toga uvučen je u svađu svojeg susjeda Raymonda koji ga uskoro poziva da dođe u vikendicu na plaži njegova prijatelja Massona.
Raymond mu povjeri da ga progoni skupina Arapa koji su prijatelji brata njegove ljubavnice. Izbija tučnjava, Raymond je ozlijeđen i želi se osvetiti. Meursault ga tada nagovori da mu preda pištolj da ne bi došlo do još veće nevolje. Međutim, šetajući se plažom, Meursault susreće Arapina koji poteže nož. Zaslijepljen suncem Meursault puca u nj i ubije ga, a potom ispali još četiri hitca.
Drugi dio romana posvećen je Meursaultovu boravku u zatvoru. Ne shvaća ozbiljnost situacije. Njegova djevojka, Marie, posjećuje ga. Tužiteljstvo se raspitalo o njegovu životu. Zato tužitelj na suđenju neprestano naglašava kako je bešćutan jer nije plakao za majkom, a dan kasnije našao je ljubavnicu. Izmišljena je čitava tobožnja urota s Raymondom o ubojstvu s predumišljajem i Meursaulta na kraju osuđuju na smrt. 
Zatvor, suđenje, pa i osudu Meursault prima smireno ne shvaćajući da se sve to događa njemu. U tome je sam sebi stranac. Jedino se razjari kada mu ispovjednik nudi utjehu: u srdžbi tada spominje da su ga zapravo osudili zato što nije plakao za majkom, da ga dubinski ne razumiju jer nije živio u iluzijama i da mu je na kraju svejedno jer je proživio život kako je mogao, oslobođen iluzija. Zaključuje da će ga, dočeka li ga gomila povicima mržnje prije pogubljenja, to nekako učiniti čak i sretnim.

## Tumačenje
Tumačenja toga romana najčešće su upozoravala na srodnost sa Sartreovom filozofijom, i to je u velikoj mjeri točno. Jean-Paul Sartre zaista je Camusju bio filozofski blizak, ali podjednako je tako točno da je Stranac gotovo moralistička osuda pravosuđa. U tom smislu radi se zapravo o sudski krajnje nepravednoj kazni – Meursault nije ubio s predumišljajem – pa dolazi do izražaja apsurd pravnog postupka. Meursaultu sude ljudi koji ga naprosto ne razumiju: ono što se njima čini bešćutnošću zapravo je podjednako tako moglo proizići iz prave osjećajnosti koja se jedino ne želi izraziti očekivanom glumom: nemali broj ljudi plače na pogrebu jedino zato sto se to od njih očekuje. 
Meursault tako doduše jest stranac u svijetu navika i običaja, ali njegovo je ponašanje dosljedno njegovu uvidu u zbilju života i njegovu karakteru. Njemu se naprosto dogodio tragičan slučaj kakav se svima lako može dogoditi, jedino što je on ovaj put imao nesagledive posljedice. Na kraju ga je tobožnja pravda osudila na smrt bez pravoga razloga, ali Camus ga ne osuđuje niti želi da ga čitatelj osudi. 
Temeljna je vrijednost Camusova romana ipak u stilu: upravo zbog jednostavna, a izuzetno dojmljiva izlaganja izvrsno je ocrtan kako jedan lik, možda i tip čovjeka, tako i raspoloženje, pa i cjelokupna atmosfera nepredvidiva i besmislena niza slučajnosti koje često upravljaju ljudskim životima.
Zanimljivo je, međutim, da se pojam apsurda počeo rabiti i kao oznaka određene kazališne tehnike, takve tehnike kakva zapravo znači svojevrstan kraj avangarde, a istodobno izravno uvodi i postupke koje će preuzeti postmodernizam.

## Unutarnje poveznice
- Le Mondeovih 100 knjiga stoljeća